# Heierbergsbach
Der Heierbergsbach ist ein rechter Zufluss des Deilbachs. Er entspringt südlich von Oberstüter, Hattingen, und fließt in nordwestliche Richtung entlang der Straße Wodantal. Er mündet bei Nierenhof, Velbert, in den Deilbach. 
Das Fließgewässer liegt in einem breiten Sohlenkerbtal. Das Gewässerumfeld wird hauptsächlich landwirtschaftlich
genutzt und ist schwach besiedelt. Im Wasser finden sich die Pflanzenschutzmittel Chlortoluron und Metribuzin, Linuron und Isoproturon.